# Rullo musicale

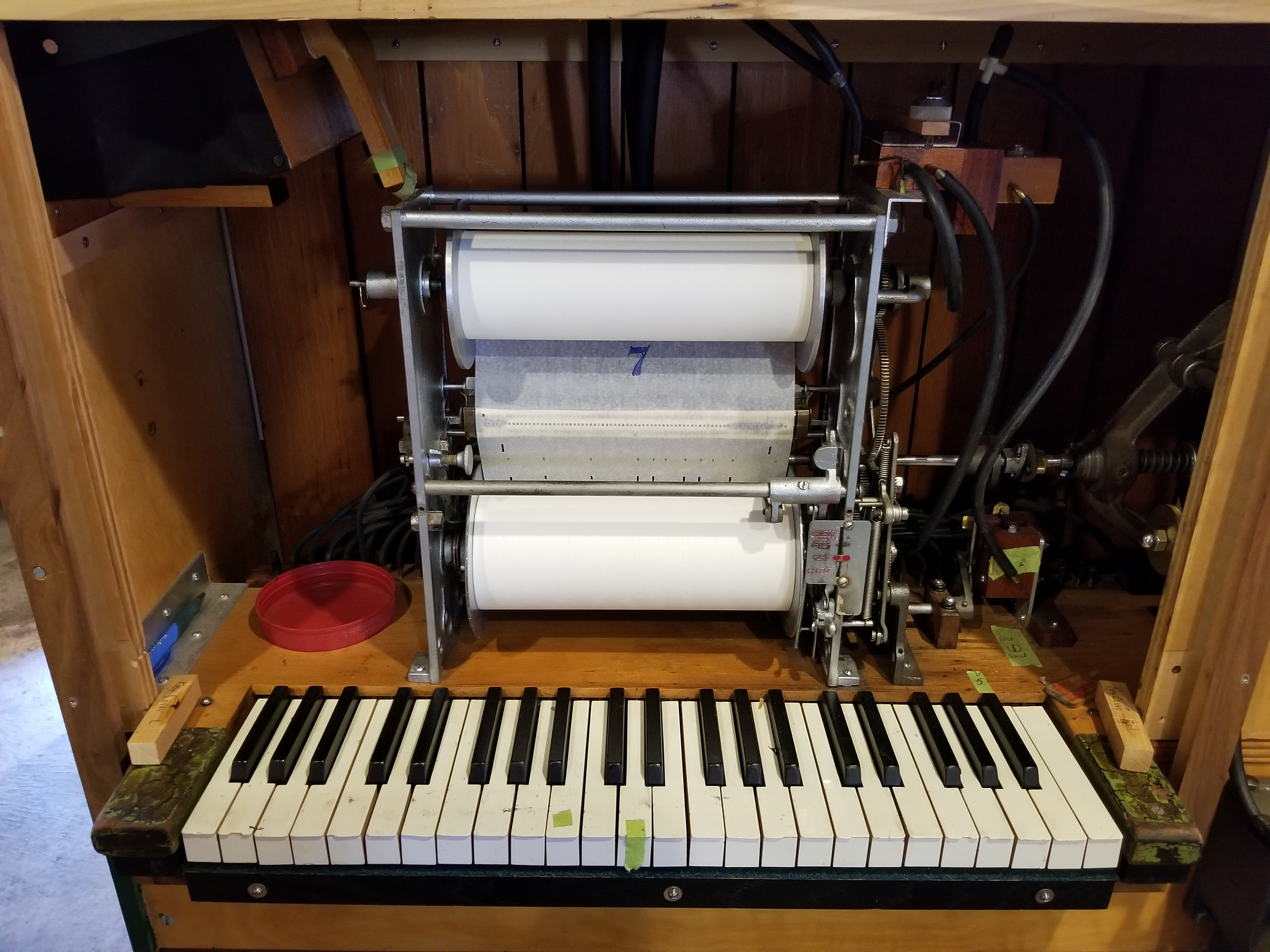
Un rullo Wurlitzer Caliola pronto per essere suonato

Un rullo musicale è un supporto di memorizzazione utilizzato per azionare uno strumento musicale meccanico.

## Descrizione e storia
Sono usati per il pianola, l'organo meccanico, il carillon elettronico e vari tipi di orchestrion. La stragrande maggioranza dei rulli musicali è fatta di carta. Altri materiali che sono stati utilizzati includono il cartoncino sottile (sistema Imhof), la lamiera sottile di ottone (sistema Telektra), l'alluminio elettroconduttivo multistrato composito, il rotolo di carta (sistema Triste) e, nell'era moderna, la plastica sottile o la Pellicola in PET.
I dati musicali vengono memorizzati mediante perforazioni. Il meccanismo dello strumento li legge mentre il rotolo si svolge, utilizzando un dispositivo di rilevamento pneumatico, meccanico o elettrico chiamato barra di tracciamento, e successivamente il meccanismo suona lo strumento.
Dopo che un rullo è stato suonato, è necessario che sia riavvolto prima che possa essere riprodotto di nuovo. Ciò richiede una pausa in una esecuzione musicale. Per superare questo problema, alcuni strumenti sono stati costruiti con meccanismi a due lettori (denominati meccanismi a rullo duplex) che consentono a un rullo di suonare mentre l'altro si riavvolge.
Un rullo per pianoforte è un tipo specifico di rullo di musica ed è progettato per operare un pianoforte automatico come il esecutore del pianoforte o il pianoforte con riproduzione.

## Galleria d'immagini

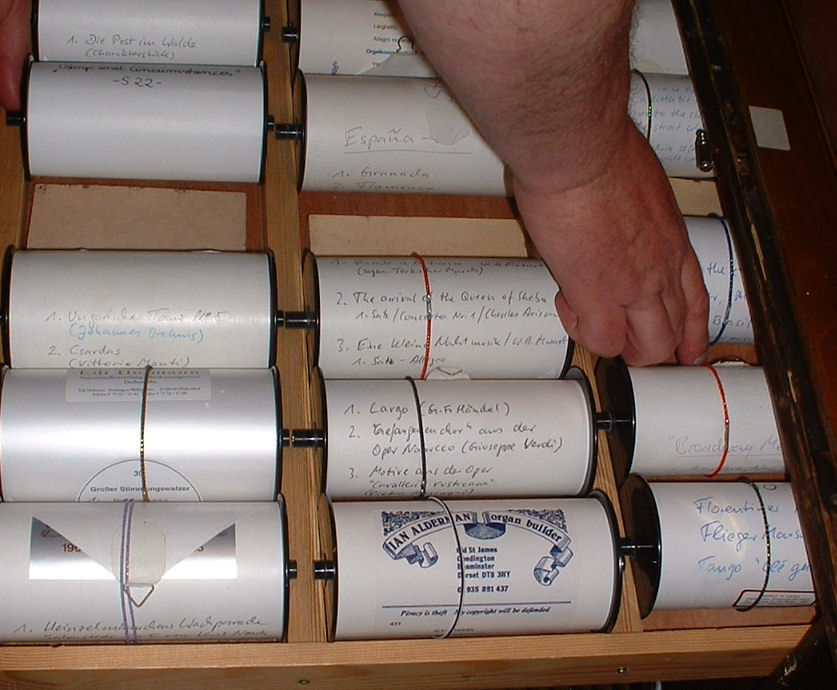
Selezione di un rullo di carta musicale.
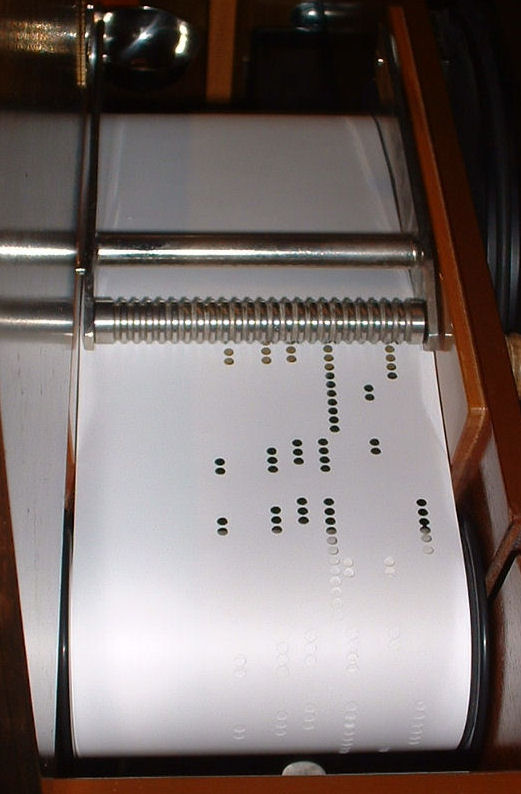
Rullo musicale in posizione che mostra uno schema di fori che rappresentano le note.
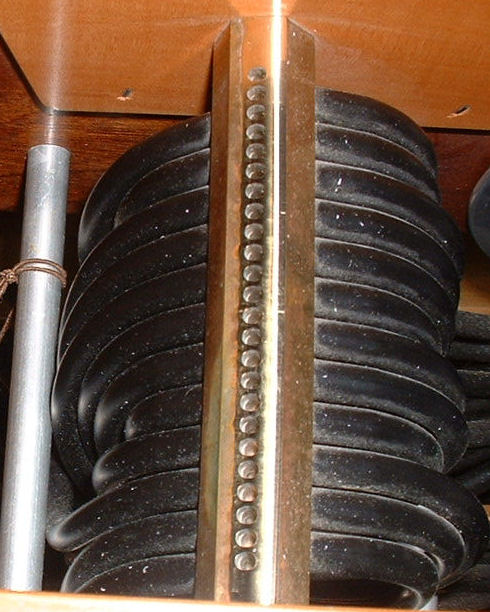
Barra tracker in cui si legge la perforazione del rullo musicale.
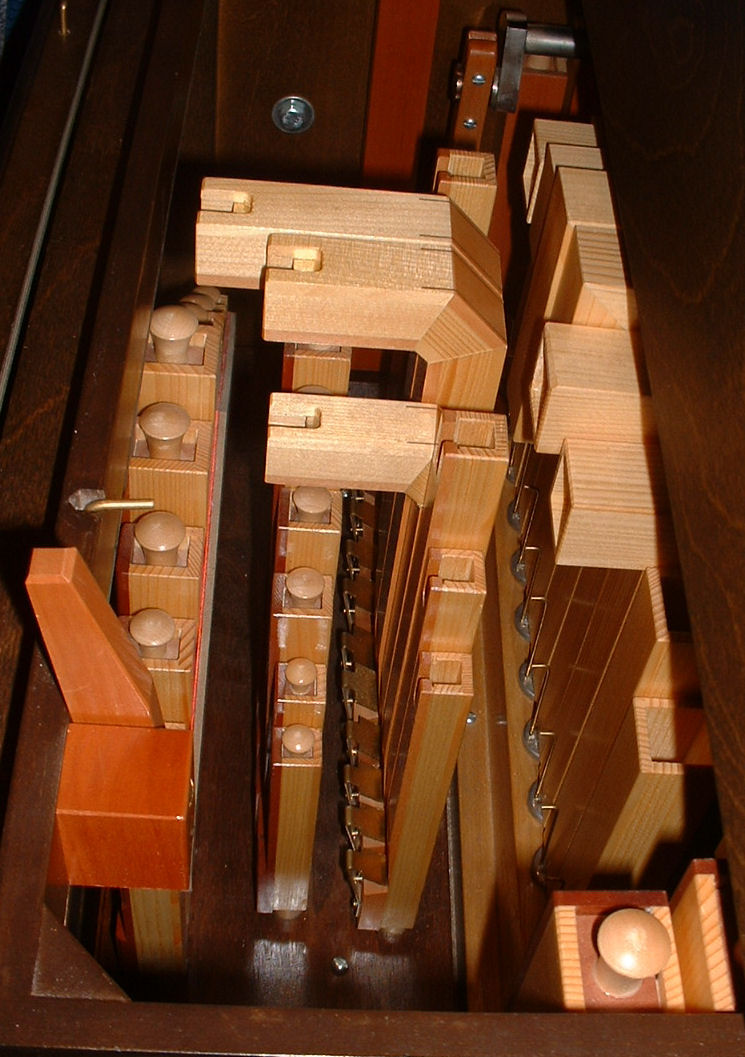
Ogni foro è collegato ad una valvola all'interno dell'organo che aziona la canna dell'organo come queste di legno.
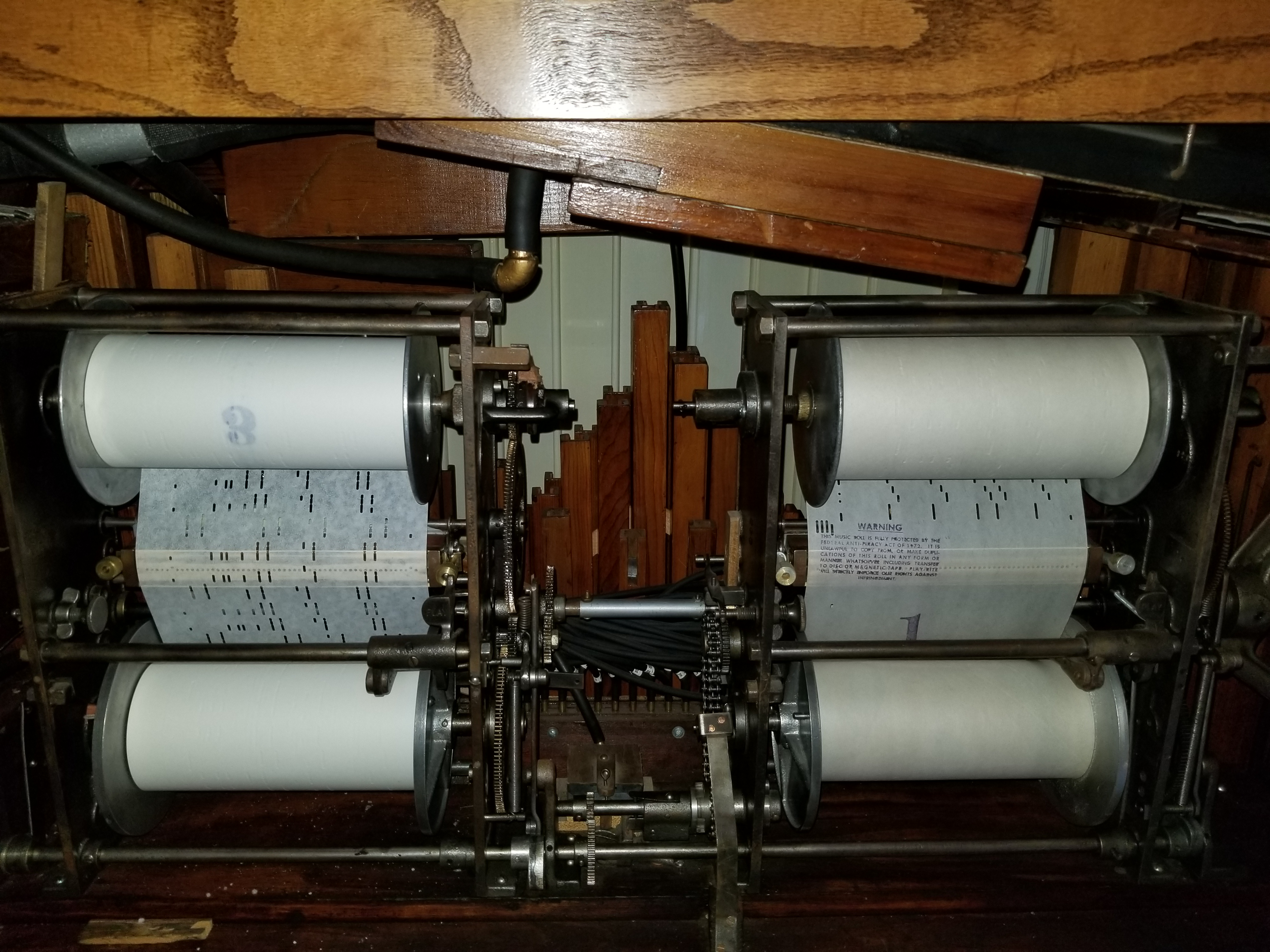
Meccanismo duplex roll di un organo Wurlitzer